# Yonathan Monsalve
Yonathan Alejandro Monsalve Pertsinidis (* 28. Juni 1989 in Barinas) ist ein venezolanischer Straßenradrennfahrer.

## Sportliche Laufbahn
2007 startete Yonathan Monsalve bei den Straßenweltmeisterschaften in Aguascalientes und belegte im Straßenrennen Platz 75. 2009 und 2010 wurde er nationaler U23-Meister im Straßenrennen. 2011 gewann er die Tour de Langkawi und 2016 die Vuelta a Venezuela. Zwischen 2009 und 2019 entschied er sieben Etappen der Vuelta al Táchira für sich sowie drei der  Vuelta a Venezuela, 2010 zudem eine Etappe des Giro Ciclistico d’Italia.
Von 2011 bis 2012 fuhr Monsalve für das UCI Professional Continental Team Androni Giocattoli, 2012 wechselte er zum Team Vini Fantini / Neri Sottoli. Mit dem Team nahm er zweimal am Giro d’Italia teil, 2015 belegte er auf der vierten Etappe den dritten Platz. Der Giro 2015 war gleichzeitig das letzte Rennen für sein Team. Danach kehrte er in seine Heimat zurück, 2016 startete er vornehmlich für die Nationalmannschaft, im Straßenrennen der Panamerikameisterschaften belegte er den dritten Platz. Im selben Jahr startete er bei den Olympischen Spielen in Rio de Janeiro im Straßenrennen, kam aber nicht im Ziel an.
In der Saison 2017 wurde Monsalve Mitglied im chinesischen Qinghai Tianyoude Cycling Team. Mit der Gesamtwertung der Tour of Qinghai Lake und einer Etappe der Tour de Singkarak gewann er auch zwei Rennen der UCI Asia Tour. 2019 wurde Monsalve zwei Mal bei einem Dopingtest positiv auf Ligandrol (SARM) und Endurobol getestet. Daraufhin wurde er rückwirkend vom Juli 2019 an bis zum Juli 2023 gesperrt.
Im August 2023 kehrte Monsalve mit seinem ehemaligen Team in den Wettkampfsport zurück, blieb aber vorerst ohne nennenswerte Ergebnisse.

## Erfolge
2009
- zwei Etappen Vuelta al Táchira
- Venezolanischer Meister – Straßenrennen (U23)

2010
- eine Etappe Vuelta al Táchira
- eine Etappe Giro Ciclistico d’Italia
- Venezolanischer Meister – Straßenrennen (U23)
- eine Etappe Giro della Valle d’Aosta

2011
- Gesamtwertung und eine Etappe Tour de Langkawi

2014
- eine Etappe Vuelta a Venezuela

2015
- eine Etappe Vuelta al Táchira

2016
- Panamerikameisterschaft – Straßenrennen
- Gesamtwertung, Punktewertung und eine Etappe Vuelta a Venezuela

2017
- eine Etappe und Punktewertung Vuelta al Táchira
- Gesamtwertung Tour of Qinghai Lake
- eine Etappe Vuelta a Venezuela
- eine Etappe Tour de Singkarak

2018
- eine Etappe Vuelta al Táchira

2019
- eine Etappe Vuelta al Táchira

## Grand-Tour-Platzierungen
| Grand Tour            | 2014 | 2015 |
| --------------------- | ---- | ---- |
| Giro d’ItaliaGiro     | 58   | 111  |
| Tour de FranceTour    | –    | –    |
| Vuelta a EspañaVuelta | –    | –    |